# Jussi-Pekka Savolainen
Jussi-Pekka Savolainen (Rauma, 25 de junho de 1986) é um futebolista finlandês.